# Horodnic de Sus
Horodnic de Sus település Romániában, Bukovinában, Suceava megyében.
A körülbelül 4890 lakosú Horodnic de Sus (Felsőhorodnic) településnek lakosai főként fakitermelésől, fafeldolgozásból élnek.
A községnek két nagyobb és több kisebb fűrésztelepe és farostgyára is van. Sokan dolgoznak az építőiparban is kőművesként, ácsként és tetőfedőként is.

## Nevezetességek
- Múzeum
- Fatemploma - 1790-ben épült Szent Demeter tiszteletére.

## Galéria

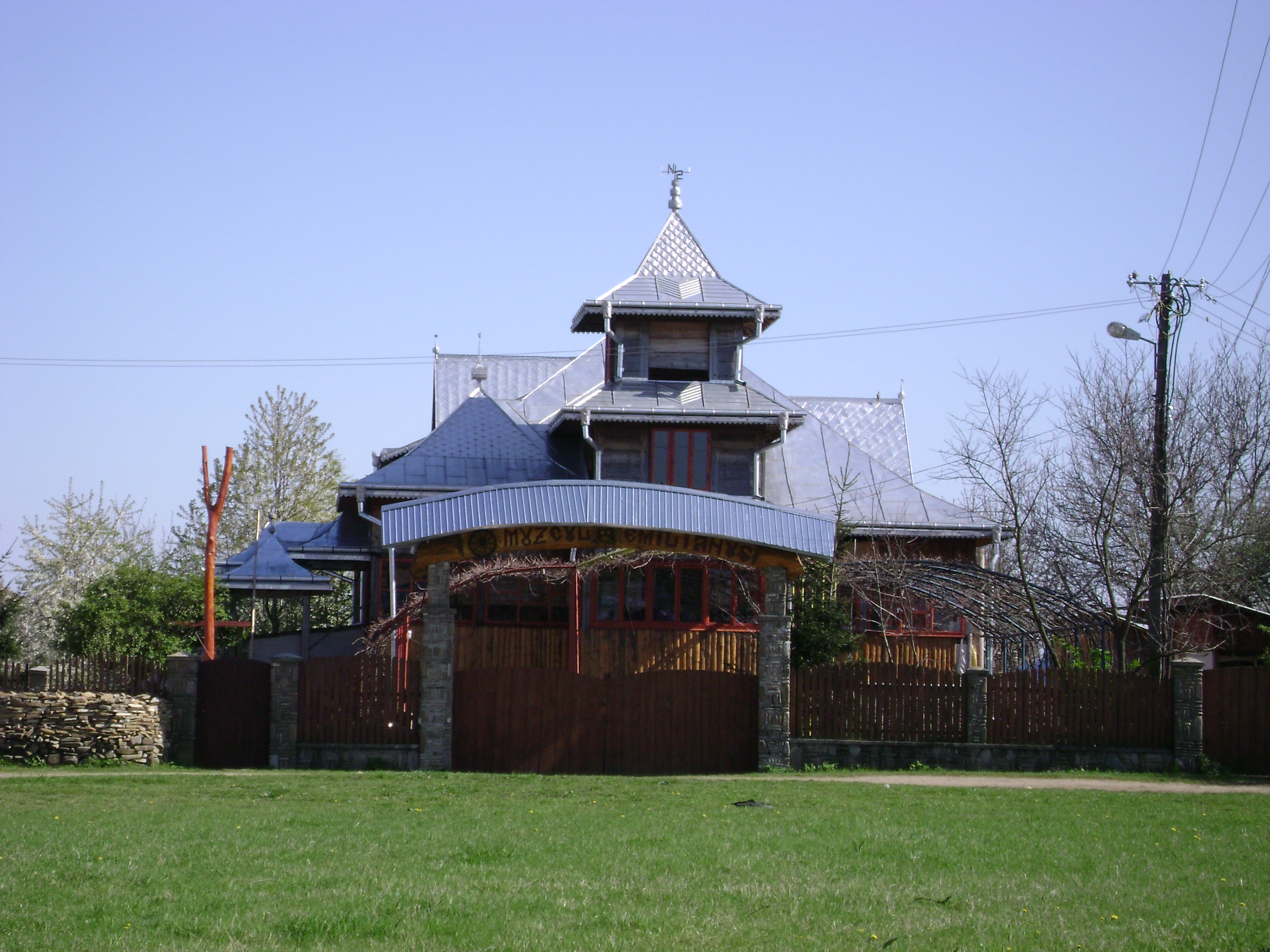
A Múzeum épülete
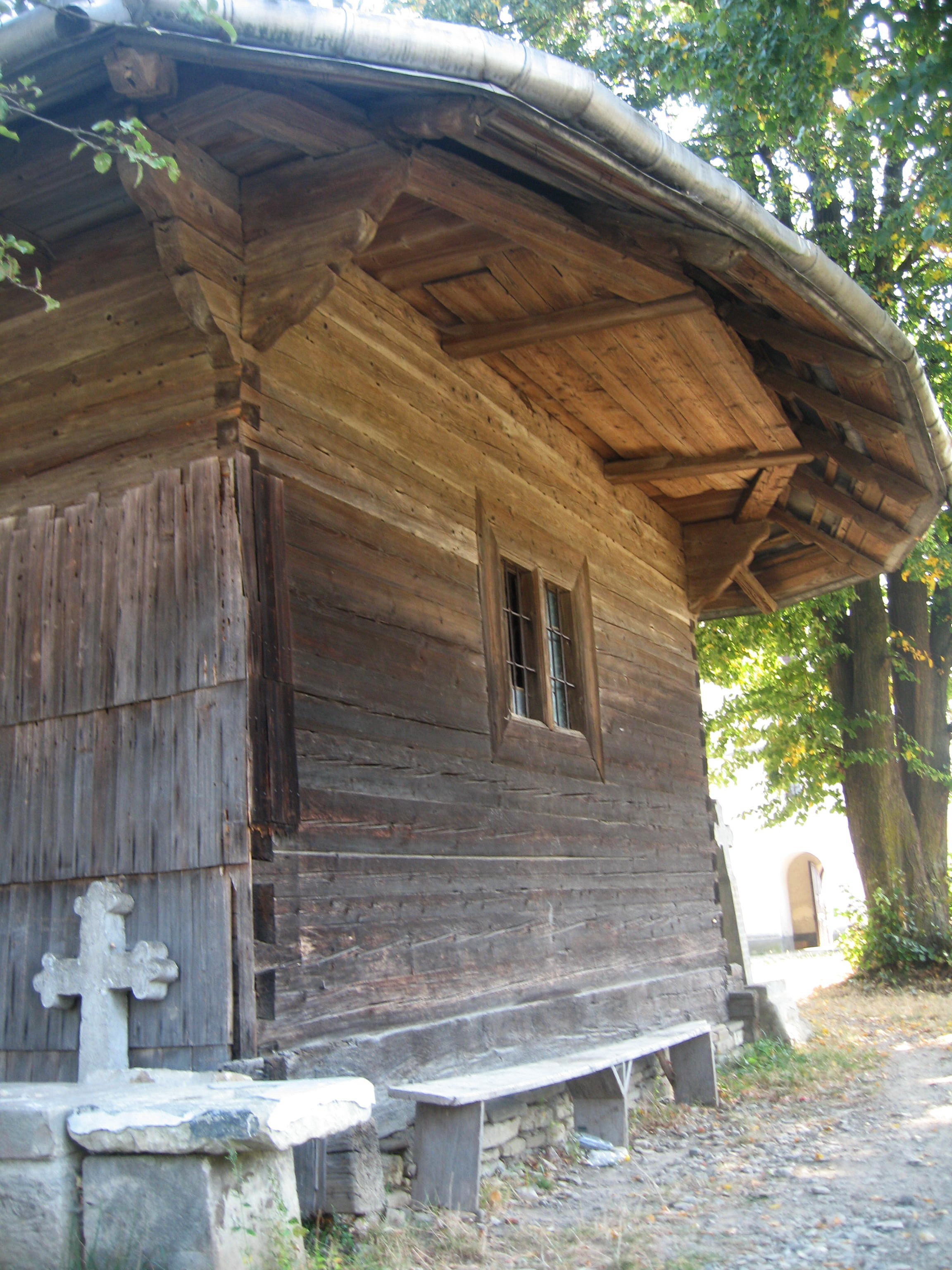
A fatemplom egy részlete
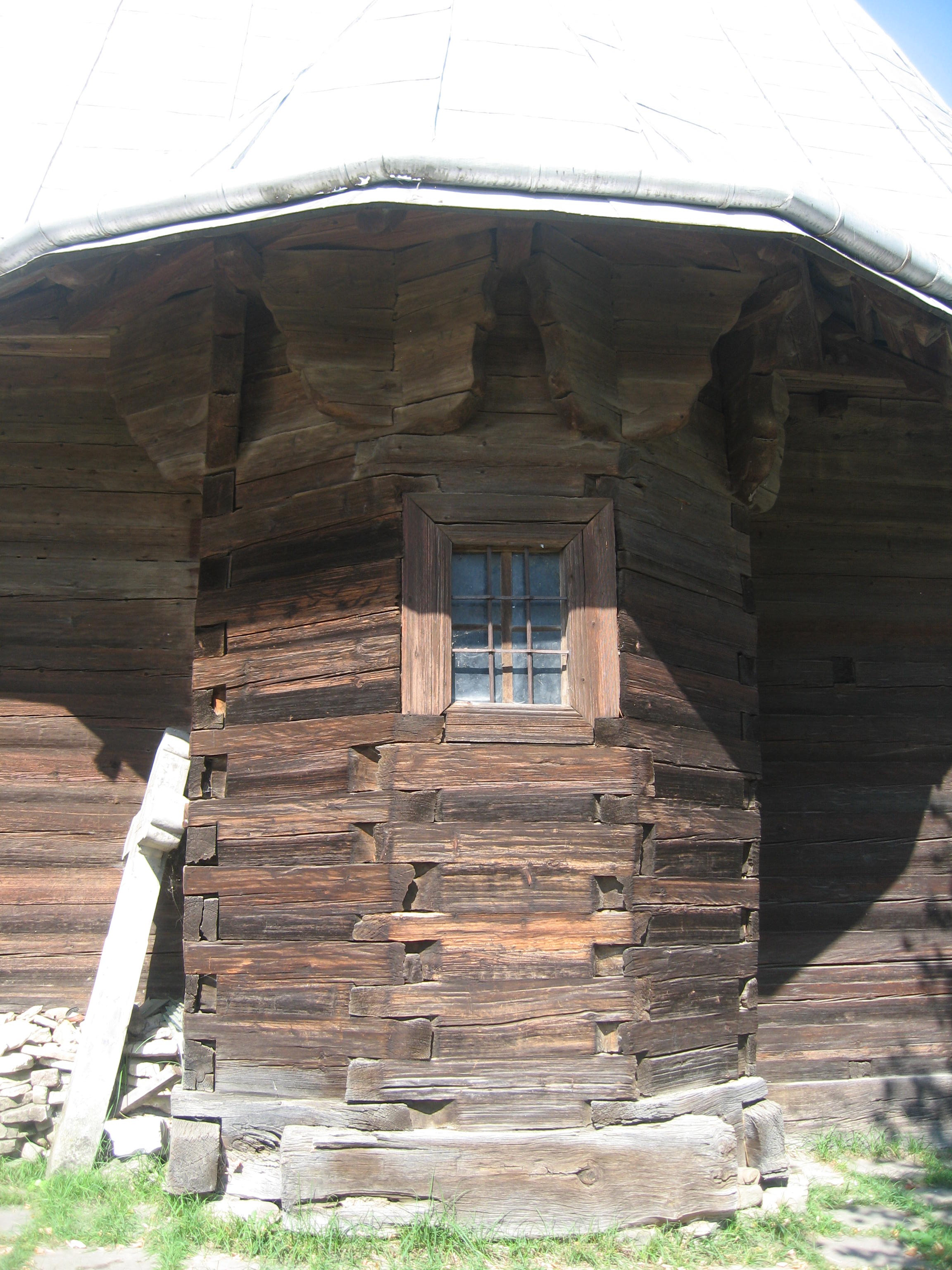
Fatemplom részlete
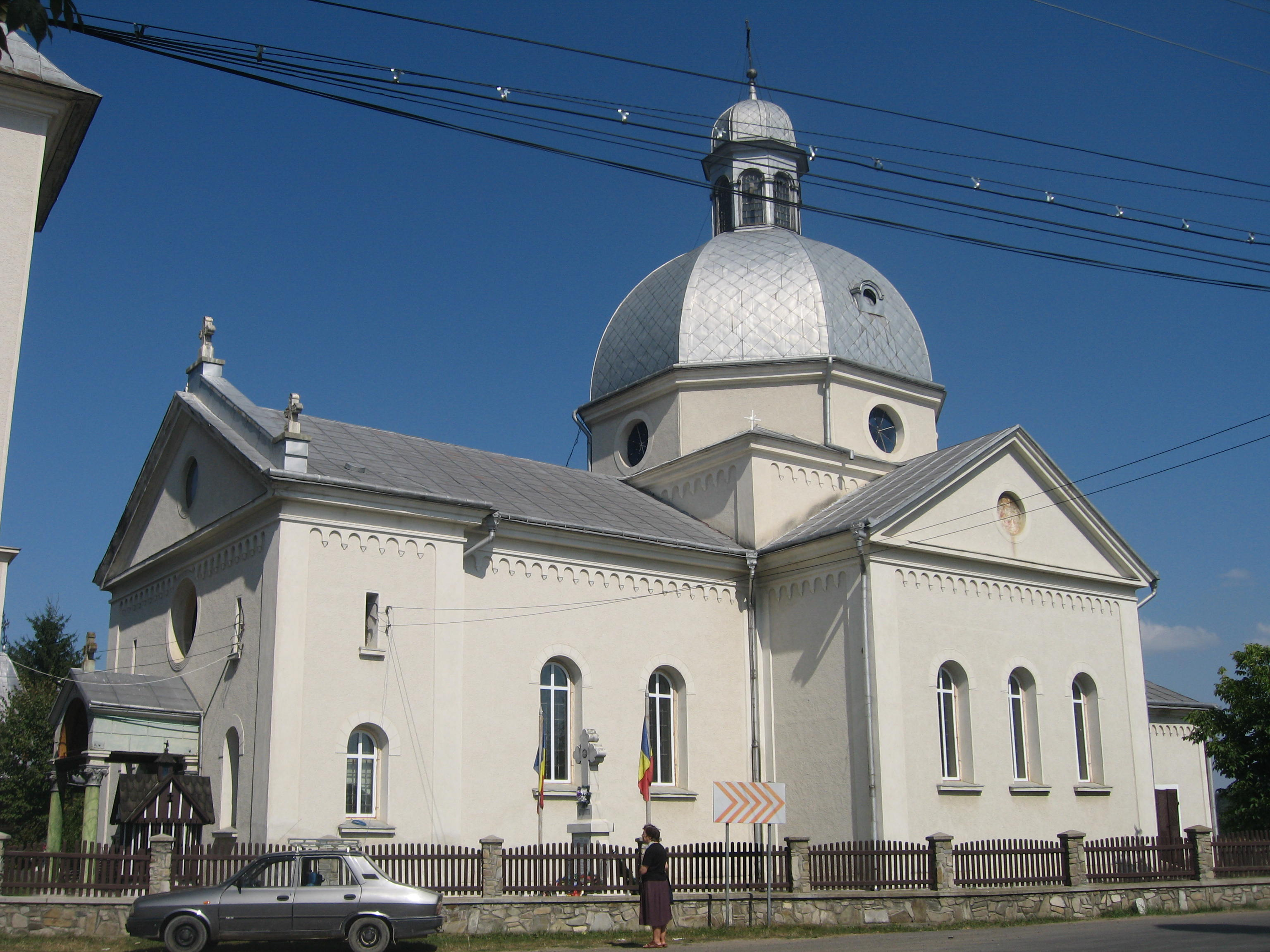
Az új templom épülete